# Хорошилове
Хороши́лове — село в Україні, у Сорокинській міській громаді Довжанського району Луганської області. Населення становить 31 осіб.

## Географія
Географічні координати: 48°33' пн. ш. 39°43' сх. д. Часовий пояс — UTC+2. Загальна площа села — 0,501 км².
Село розташоване у східній частині Донбасу за 2 км від села Макарів Яр.

## Історія
Засноване на початку 90-х років XIX століття з ініціативи поміщика Ільєнка Сергія на схилах рівчака Макарова за 2 км від села Макарів Яр фруктовий сад. З дозволу поміщика у 1894 році на цій землі поселилася одна родина. Назва села походить від чудового місцевого краєвиду.
12 червня 2020 року, відповідно до Розпорядження Кабінету Міністрів України № 717-р «Про визначення адміністративних центрів та затвердження територій територіальних громад Луганської області», увійшло до складу Сорокинської міської громади.
17 липня 2020 року, в результаті адміністративно-територіальної реформи та ліквідації  Сорокинського району, увійшло до складу новоутвореного Довжанського району.

## Населення
За даними перепису 2001 року населення села становило 31 особу, з них 70,97 % зазначили рідною мову українську, 29,03 % — російську.